# Galwanotechnika

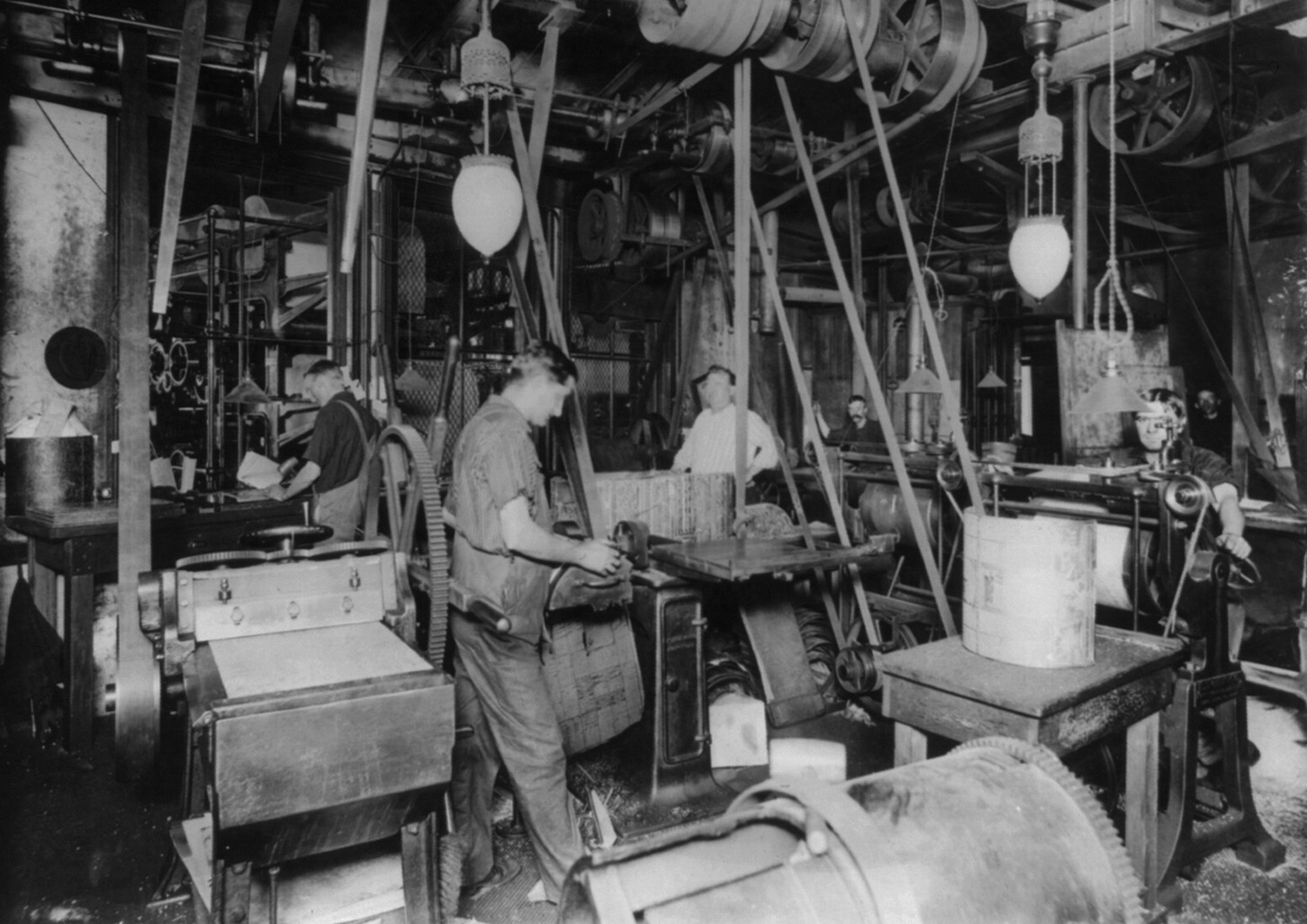
Departament galwanotechniki należący do New York Herald (zdjęcie z 1902 roku)

Galwanotechnika – dział techniki zajmujący się teoretycznymi aspektami oraz praktycznymi metodami elektrolitycznego wytwarzania powłok na rozmaitych podłożach. Galwanotechnika zajmuje się wytwarzaniem powłok zarówno metodą osadzania na podłożu substancji pochodzących z elektrolitu, jak i metodą przetwarzania materiału podłoża.
Ze względu na zastosowania, galwanotechnikę dzieli się na dwa działy:
- galwanoplastyka - wytwarzanie grubych powłok metalicznych nie związanych trwale z podłożem, w celu utrwalenia kształtu podłoża i wykorzystania tych powłok jako form do matryc wtryskarskich lub odlewniczych, lub też wytwarzania tą metodą przedmiotów o skomplikowanych kształtach - podłoża w tej metodzie są zazwyczaj niemetaliczne, i na czas wytwarzania powłoki są pokrywane warstwą usuwalnej substancji przewodzącej prąd elektryczny
- galwanostegia - wytwarzanie powłok trwale przylegających do metalicznego podłoża, cienkich - w celach ozdobnych, ochronnych, lub innych technologicznych (np. tworzenie zwierciadeł), lub powłok grubych w celach konstrukcyjnych (np. nanoszenie warstw twardego metalu na pracujących częściach maszyn)